# Quentin Kūhiō Kawānanakoa
Quentin Lambert, nacido el 28 de septiembre de 1961 en Monterrey, California, es un político republicano del Estado de Hawái. Kawānanakoa es un integrante del Partido Republicano de Hawái. También es abogado. Es la cabeza de la Casa de Kawānanakoa. Su reclamación al trono del extinto Reino de Hawái es apoyado por la población nativa hawaiana, que se refiere a él como Príncipe Quentin Kūhiō Kawānanakoa.

## Familia
Kawānanakoa nació el 28 de septiembre de 1961 en Monterrey, California. Fue el segundo hijo del matrimonio formado por el príncipe Edward Abnel Kawānanakoa y su segunda esposa, nacida Carolyn Willison Branch. Se crio en Honolulu, donde se graduó en la Punahou School (donde también estudió Barack Obama). Kawānanakoa prosiguió su formación en la Universidad del Sur de California, donde obtuvo su licenciatura en Ciencias del Programa de Emprendimiento de la Administración de Empresas en 1983. Regresó en 1989 a Oʻahu y se licenció en la Escuela Richardson de Leyes de la Facultad de Derecho de la Universidad de Hawái. Tras obtener su título de abogado, ejerció privadadamente como letrado en los bufetes de abogados Case & Lynch primero, y posteriormente Bigelow & Lombardi hasta 2000.

## Vida política
En 1994, Kawānanakoa siguió los pasos de sus antepasados y se involucró en política. Al igual que su tío abuelo, el príncipe Jonah Kūhiō Kalanianaʻole, Kawānanakoa se unió al Partido Republicano de Hawái por su postura pro-empresarial. Se presentó y ganó las elecciones para la Cámara de Representantes del Estado de Hawái, cargo que desempeñó hasta 1998. Y llegó a liderar las filas de la dirección del partido. Durante un intento de montar un desafío para el asiento del congreso celebrado por Neil Abercrombie, Kawānanakoa se retiró de la vida política activa, después de ser hospitalizado.

## Campaña para el Congreso de 2006
En abril de 2006, después de ocho años con bajo perfil público, Kawānanakoa anunció su candidatura a la sede del Congreso en manos de Ed Case, quien decidió no postularse para el Senado de los Estados Unidos. Él anunció su candidatura el 23 de abril de 2006. En las elecciones primarias celebradas el 24 de septiembre de 2006, Kawānanakoa fue derrotado por el Senador Estatal Robert Hogue. El total votación final fue de Hogue: 8.393 votos (45,6%) y de Kawānanakoa: 8.194 votos (44,5%).

## Elecciones de 2008 para la Cámara de Representantes de Hawái
En 2008 Kawānanakoa intentó sin éxito optar para la Cámara de Representantes del Estado de Hawái. Su oponente en las elecciones del 4 de noviembre de 2008 fue el demócrata Chris Kalani Lee. Lee ganó con 5.885 votos contra los 3.374 votos de Kawānanakoa.

## Matrimonio y descendencia
En septiembre de 1995, se casó con Elizabeth Broun, natural de Barbados. Su primer hijo, Kincaid Kawānanakoa, nació el 16 de junio de 1997 en Honolulu. En diciembre de 1999, Kawānanakoa anunció el nacimiento de su segundo hijo, Riley Kawānanakoa, en Honolulu.

## Patronazgos
- Regente de la Casa de Jefes de Alto Rango de Hawái.
- Presidente del Club Cívico Hawaiano Príncipe Kūhiō.
- Presidente de la Sociedad La Familia de Julia.[4]
- Miembro del Comité de Asesores de Hawái.
- Miembro de la Comisión del Fideicomiso de Tierras de los Nativos Hawaianos (DHHL).
- Miembro de la Comisión del Fideicomiso de Hogares de los Nativos Hawaianos.
- Miembro de la Comisión para los Derechos Civiles de los Ciudadanos Estadounidenses.
- Miembro de la Asociación de Amigos del Palacio ʻIolani.
- Miembro del Consejo de la Fundación Jardines Moanalua.
- Miembro del Consejo de la Fundación Kapiʻolani.
- Consejero de la Fundación de la Televisión Pública Hawaiana (HPTF).
- Consejero de la Sociedad de Abogados Nativos Hawaianos.

## Ancestros
|  |                                               |  |  |  |  |  |  |  |  |  |  |  |  |  |  |  |
|  | 4. Andrew Lambert                             |  |  |  |  |  |  |  |  |  |  |  |  |  |  |  |
|  |                                               |  |  |  |  |  |  |  |  |  |  |  |  |  |  |  |
|  |                                               |  |  |  |  |  |  |  |  |  |  |  |  |  |  |  |
|  | 2. Edward A. Lambert                          |  |  |  |  |  |  |  |  |  |  |  |  |  |  |  |
|  |                                               |  |  |  |  |  |  |  |  |  |  |  |  |  |  |  |
|  |                                               |  |  |  |  |  |  |  |  |  |  |  |  |  |  |  |
|  | 20. David Kahalepouli Piʻikoi                 |  |  |  |  |  |  |  |  |  |  |  |  |  |  |  |
|  |                                               |  |  |  |  |  |  |  |  |  |  |  |  |  |  |  |
|  |                                               |  |  |  |  |  |  |  |  |  |  |  |  |  |  |  |
|  | 10. Príncipe David Laʻamea Kawānanakoa        |  |  |  |  |  |  |  |  |  |  |  |  |  |  |  |
|  |                                               |  |  |  |  |  |  |  |  |  |  |  |  |  |  |  |
|  |                                               |  |  |  |  |  |  |  |  |  |  |  |  |  |  |  |
|  | 21. Princesa Victoria Kūhiō Kinoiki Kekaulike |  |  |  |  |  |  |  |  |  |  |  |  |  |  |  |
|  |                                               |  |  |  |  |  |  |  |  |  |  |  |  |  |  |  |
|  |                                               |  |  |  |  |  |  |  |  |  |  |  |  |  |  |  |
|  | 5. Kapiʻolani Kawānanakoa                     |  |  |  |  |  |  |  |  |  |  |  |  |  |  |  |
|  |                                               |  |  |  |  |  |  |  |  |  |  |  |  |  |  |  |
|  |                                               |  |  |  |  |  |  |  |  |  |  |  |  |  |  |  |
|  | 22. James Campbell                            |  |  |  |  |  |  |  |  |  |  |  |  |  |  |  |
|  |                                               |  |  |  |  |  |  |  |  |  |  |  |  |  |  |  |
|  |                                               |  |  |  |  |  |  |  |  |  |  |  |  |  |  |  |
|  | 11. Abigail Campbell                          |  |  |  |  |  |  |  |  |  |  |  |  |  |  |  |
|  |                                               |  |  |  |  |  |  |  |  |  |  |  |  |  |  |  |
|  |                                               |  |  |  |  |  |  |  |  |  |  |  |  |  |  |  |
|  | 23. Abigail Bright                            |  |  |  |  |  |  |  |  |  |  |  |  |  |  |  |
|  |                                               |  |  |  |  |  |  |  |  |  |  |  |  |  |  |  |
|  |                                               |  |  |  |  |  |  |  |  |  |  |  |  |  |  |  |
|  | 1. Quentin Lambert                            |  |  |  |  |  |  |  |  |  |  |  |  |  |  |  |
|  |                                               |  |  |  |  |  |  |  |  |  |  |  |  |  |  |  |
|  |                                               |  |  |  |  |  |  |  |  |  |  |  |  |  |  |  |
|  | 3. Carolyn Willison Branch                    |  |  |  |  |  |  |  |  |  |  |  |  |  |  |  |
|  |                                               |  |  |  |  |  |  |  |  |  |  |  |  |  |  |  |
|  |                                               |  |  |  |  |  |  |  |  |  |  |  |  |  |  |  |